# انیدا تاریفا
انیدا تاریفا (به انگلیسی: Eneda Tarifa) (زاده ۳۰ مارس ۱۹۸۲) خواننده آلبانیایی است.
او در مسابقه آواز یوروویژن ۲۰۱۶ نماینده آلبانی بود .